# Zera Yacob Amha Selassie
Zera Yacob Amha Selassie (em Amárico ዘርአ ያዕቆብ አምሃ ሥላሴ) é o atual chefe da Casa Imperial da Etiópia, da dinastia salomônica. Ele é neto de Haile Selassie, o último imperador de facto do país, e filho de Amha Selassie, o último imperador de jure, pois o mesmo nunca exerceu os poderes imperiais.

## Vida
Zera Yacob Amha Selassie nasceu no palácio imperial, em Adis Abeba, sendo então o segundo na linha de sucessão ao trono, atrás de seu pai Amha Selassie. Sua mãe era Medferiashwork Abebe, a segunda esposa do Príncipe Imperial.
Zera Yacob frequentou o Eton College e se formou no Exeter College, Oxford e em Sandhurst. Ele foi nomeado príncipe herdeiro interino e herdeiro presuntivo do trono imperial da Etiópia em 1974 por seu avô, o imperador Haile Selassie, após o derrame de seu pai um ano antes.
Após a queda da monarquia etíope, Zera Yacob concluiu seus estudos em Oxford na década de 1970 e trabalhou brevemente como banqueiro nos Estados Unidos. Mudou-se então para Londres e casou-se com a Princesa Nunu (nascida Getaneh), divorciando-se posteriormente. Tiveram uma filha. Ele foi nomeado herdeiro aparente por seu pai, que assumiu o título de Imperador no exílio na época, em abril de 1989, em Londres.[carece de fontes?]
Em 1992, ele acompanhou seu pai, Amha Selassie, à Virgínia, Estados Unidos, onde seu pai fez um check-up médico. No entanto, seu pai sofreu um derrame e Zera Yacob ficou por dois anos. Ele então solicitou um visto após a morte de seu pai em 1997. Ele havia retornado a Londres, onde se estabeleceu em uma casa modesta na Ilha dos Cães.
Em 1997, após a morte de seu pai, o príncipe se tornou o Chefe da Casa Imperial e Imperador Titular do País. Porém, tal título é disputado com um primo distante, Girma Yohannes Iyasu, que é descendente do imperador Josué V que governou de jure de 1913 a 1916.
Yacob é o Diretor Executivo da Fundação Etíope para a Paz (EPF) desde 2002.[carece de fontes?]

## Honras
- Cavaleiro da Grã-Cruz da Ordem de São Lázaro (Casa de Orléans)[5]
- Cavaleiro Grande Cordão com Colar da Ordem Imperial de Santo André (Família Imperial Russa)[6]
- Cavaleiro Grande Colar da Ordem da Águia da Geórgia (Família Real Georgiana)[7]